# 충청남도교육청유아교육원
충청남도교육청유아교육원(忠淸南道敎育廳幼兒敎育院)은 지방교육자치에 관한 법률 제32조 및 유아교육법제6조에 따라 유아교육에 관한 연구·정보 제공, 유아교육 프로그램 및 교재개발, 유치원 교원 및 학부 모 연수를 위하여 충청남도교육청 산하에 설치된 소속기관이다.